# Alexander Okolicsányi
Alexander Okolicsányi von Okolicsna (maďarsky okolicsnai Okolicsányi Sándor) (31. ledna 1838 Strážske – 30. května 1905 Haag) byl uherský šlechtic a rakousko-uherský diplomat. Od mládí působil ve službách ministerstva zahraničí a zastával nižší posty v různých evropských zemích, nakonec byl vyslancem v Nizozemí.

## Biografie
Pocházel ze starého šlechtického rodu Okoličianských z Horních Uher, který se na svém nejstarším sídle v Okoličném připomíná od 13. století. Alexander se narodil na zámku Strážske v Zemplínské župě. Od mládí působil ve státních službách, v éře ministra zahraničí Gyuly Andrássyho a zvýšené participace uherské šlechty v rakousko-uherské diplomacii přešel na ministerstvo zahraničí. Na pozici ministerského tajemníka patřil k blízkým spolupracovníkům ministra Andrássyho. Po Andrássyho rezignaci začal zastávat funkce na zahraničních ambasádách, od roku 1879 byl vyslaneckým radou v Haagu, od roku 1883 v Drážďanech, kde mu byl udělen titul legačního rady II. kategorie.
Od roku 1887 pobýval v Římě, kde byl u Svatého stolce velvyslaneckým radou, respektive legačním radou I. kategorie a zároveň diplomatickým agentem pro církevní záležitosti. V letech 1889–1894 byl vyslancem ve Stuttgartu, kde byl diplomatickým zástupcem pro Württemberské království a Bádenské velkovévodství. Nakonec byl v letech 1894–1905 rakousko-uherským vyslancem v Nizozemí a zároveň v Lucembursku. Sídlil v Haagu, kde také zemřel.

## Tituly a ocenění
Jako příslušník starého šlechtického rodu byl v roce 1872 jmenován c. k. komořím a v roce 1898 obdržel titul c. k. tajného rady s nárokem na oslovení Excelence. Během působení v diplomatických službách získal několik vyznamenání v Rakousku-Uhersku a v zahraničí.

### Rakousko-Uhersko
- rytířský kříž Leopoldova řádu (1880)
- Jubilejní pamětní medaile (1898)

### Zahraničí
- velkokříž Řádu Fridrichova (Württembersko)
- velkokříž Řádu württemberské koruny (Württembersko)
- velkokříž Řádu zähringenského lva (Bádensko)
- velkokříž Řádu Filipa Velkomyslného (Hesensko)
- komtur Řádu svatého Řehoře Velikého (Papežský stát)
- komtur Řádu Karla III. (Španělsko)
- komtur Řádu Albrechtova (Sasko)
- Řád sv. Stanislava II. třídy (Rusko)
- Řád červené orlice III. třídy (Německo)
- rytíř Řádu nizozemského lva (Nizozemsko)
- rytíř Řádu polární hvězdy (Švédsko)
- Řád Medžidie III. třídy (Osmanská říše)